# Charlotte Carmichael Stopes
Charlotte Brown Carmichael Stopes, geborene Carmichael, auch bekannt als C. C. Stopes (* 5. Februar 1840 in Edinburgh; † 6. Februar 1929 in Worthing, West Sussex), war eine schottisch-britische Geschichts- und Literaturwissenschaftlerin, Autorin und Aktivistin für Frauenrechte. Sie veröffentlichte mehrere Bücher über das Leben und Werk von William Shakespeare. Ihre erfolgreichste Veröffentlichung war British Freewomen: Their Historical Privilege von 1894, ein Buch, das die britische Frauenwahlrechtsbewegung des frühen 20. Jahrhunderts beeinflusste und inspirierte.

## Leben
Stopes wurde als Tochter von Christine Brown Graham Carmichael und James Ferrier Carmichael, einem Landschaftsmaler, geboren, der an Tuberkulose starb, als Stopes vierzehn Jahre alt war.S. 11 f. Sie hatte den Wunsch, Schriftstellerin zu werden, erfand schon als Kind Geschichten für ihre Geschwister und veröffentlichte mit 21 Jahren eine Sammlung dieser Geschichten, Alice Errol and Other Tales.S. 13,17 Nachdem sie die für Mädchen mögliche Schulausbildung abgeschlossen hatte, arbeitete sie in den 1860er und frühen 1870er Jahren als Gouvernante, eine der wenigen Karrieren, die ihr offen standen.14 f.
1865 gründete Sarah Mair die Ladies’ Edinburgh Debating Society, die eine regelmäßig erscheinende Zeitschrift, The Attempt, herausgab. Stopes war bereits 1866 Mitglied geworden und veröffentlichte verschiedene Beiträge in The Attempt. Auf einer Sitzung der Gesellschaft im Jahr 1867 stellte Mary Crudelius ihre Initiative vor, unter der Schirmherrschaft der Edinburgh Ladies’ Educational Association Kurse für Frauen auf Universitätsniveau einzurichten. Stopes war bei der Versammlung anwesend. Sie erklärte sich bereit, an solchen Kursen teilzunehmen, und sicherte zwölf weitere Interessentinnen zu. Die ersten Kurse begannen 1868 unter der Leitung von David Masson, Professor für englische Literatur an der Universität Edinburgh, „zu einer Zeit, als die Universität Frauen nicht offenstand und Kurse für sie privat von den männlichen Professoren abgehalten wurden“. Obwohl es Frauen nicht erlaubt war, einen Abschluss zu machen, erlangte Stopes in so unterschiedlichen Fächern wie Literatur, Philosophie und Naturwissenschaften den höchsten Abschluss, der damals für weibliche Studierende möglich war, und zwar mit Auszeichnung. Tatsächlich war sie „die erste Frau in Schottland, die ein Certificate of Arts erlangte“.
1876 reiste Stopes nach Glasgow, um die Bewegung für die Hochschulbildung von Frauen in dieser Stadt zu unterstützen. Die Reise fiel mit einem Treffen der British Association for the Advancement of Science zusammen, an dem sie teilnahm und so ihre lange Verbindung zu dieser Vereinigung begann. Auf der Tagung in Glasgow lernte sie Henry Stopes kennen, den sie drei Jahre später heiratete, obwohl er elf Jahre jünger war als sie.S. 32 f.
Nach ihrer Heirat am 3. Juni 1879 begaben sich die Stopes auf eine Hochzeitsreise durch Europa und den Nahen Osten, die sie schließlich nach Ägypten führte, bevor sie nach Großbritannien zurückkehrten. Stopes ging nach Edinburgh, wo 1880 ihre erste Tochter Marie geboren wurde. Danach zog die Familie nach London, wo Henry Stopes ein aktives Geschäft hatte. Sie ließen sich in Upper Norwood am südlichen Stadtrand nieder, wo 1884 ihre zweite Tochter, Winnie, geboren wurde. Stopes fühlte sich im neuen Haus der Familie isoliert von der Art von intellektuellem Leben, das sie gewohnt war. Sie organisierte daraufhin Treffen und Kurse, darunter eine Lesegruppe, einen Logik-Workshop und eine Gruppe, die sich mit Fragen der Frauenemanzipation befasste.
Stopes interessierte sich sehr für die viktorianische Reformkleidung und für die Notwendigkeit bequemer Kleidung für Frauen. Sie war Mitglied der Rational Dress Society, und ihre Tätigkeit in dieser Gesellschaft in den Jahren 1888–1889 begründete ihre Identität als Feministin. Auf einer Tagung der British Association for the Advancement of Science in Newcastle upon Tyne im Jahr 1889 verblüffte Stopes die Anwesenden, indem sie eine improvisierte Sitzung organisierte, in der sie einem breiten Publikum die Reformkleidung vorstellte; ihre Rede wurde in Zeitungen in ganz Großbritannien veröffentlicht.S. 62–64
Stopes blieb in Norwood bis zum Bankrott ihres Mannes im Jahr 1892, als sie gezwungen waren, das Haus zu verkaufen. Sie entfloh dem Schicksalsschlag mit ihren Töchtern nach Edinburgh, wo sie sie an der neu gegründeten Mädchenschule St George’s School  anmeldete. Sie versuchte auch, einen nachträglichen Abschluss zu erlangen, der ihr zum Zeitpunkt ihres Studiums verweigert worden war, aber sie benötigte zwei zusätzliche Kurse, die nicht in ihrem Abschlusszeugnis enthalten waren, die sie aber auch nicht in einem einzigen Jahr absolvieren konnte. Sie gab den Versuch auf, kehrte nach London zurück und bezog eine Wohnung am Torrington Square in der Nähe des British Museum, wo sie ihre Shakespeare-Forschung besser verfolgen konnte.S. 80–83
Stopes Studie über die Geschichte der britischen Frauen erwies sich als die populärste und einflussreichste ihrer zahlreichen Veröffentlichungen. British Freewomen: Their Historical Privilege wurde 1894 von William Swan Sonnenschein veröffentlicht. Es erlebte mehrere Auflagen und war eine wichtige Referenz für die britische Frauenwahlrechtsbewegung. Helen Blackburn, die Stopes mit Notizen aus ihren eigenen Forschungen versorgt hatte, um das Vorhaben zu unterstützen, kaufte die gesamte erste Auflage, von der viele Exemplare an Mitglieder des Unterhauses geschickt wurden.S. 89 f. Laura E Nym Mayhall stellt fest, dass British Freewomen „vielleicht der einflussreichste Text war, der den Kampf der Frauen um das Wahlrecht in die radikale Erzählung von Verlust, Widerstand und Wiedergewinnung einordnete“. Stopes Argumente seien von „Suffragetten aller Couleur häufig zitiert worden, wenn sie in der Presse, vor Menschenmengen und im Gerichtssaal für das Frauenwahlrecht eintraten“. Stopes wurde ein Mitglied der National Union of Women’s Suffrage Societies (NUWSS). Sie schrieb Flugblätter und sprach öffentlich in Kampagnen für die Rechte der Frauen.
Ihr erstes Buch zu William Shakespeare war The Bacon/Shakespeare Question, das 1888 erschien und die populäre Spekulation widerlegte, dass Francis Bacon der eigentliche Autor von Shakespeares Stücken war. Dies war das erste von mehreren wissenschaftlichen Werken über Shakespeare und die Literatur seiner Zeit. Zu ihren Büchern auf diesem Gebiet gehören Shakespeare’s Family (1901), Shakespeare’s Warwickshire Contemporaries (1907), William Hunnis and the Revels (1910), Burbage and Shakespeare’s Stage (1913), The Seventeenth-Century Accounts of the Masters of the Revels (1922) sowie zahlreiche veröffentlichte Notizen und Artikel. Stopes erhielt 1916 den Rose Mary Crawshay Prize der British Academy für ihre Shakespeare-Forschung. 

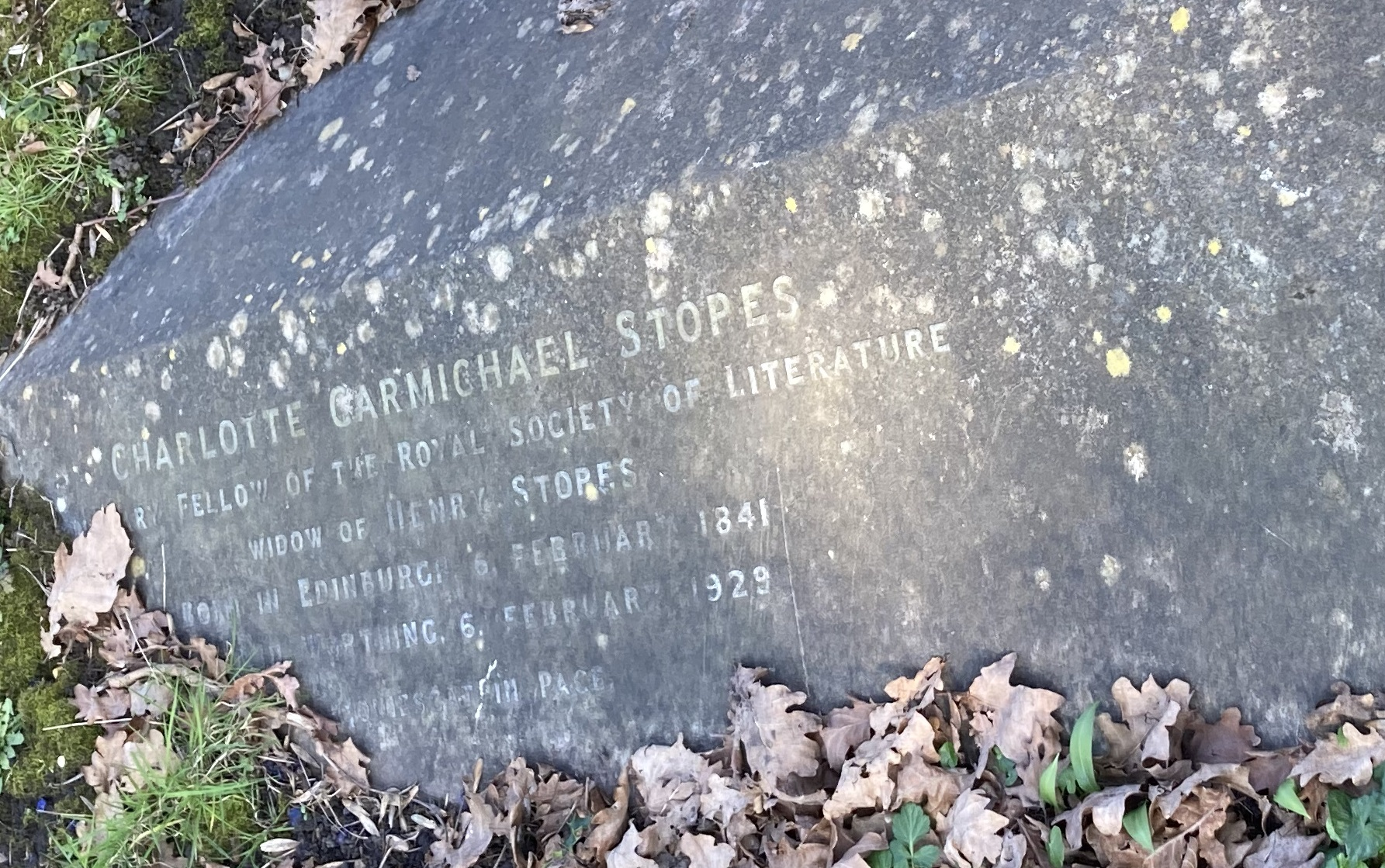
Grabstein von Charlotte Carmichael Stopes, Highgate Cemetery

Nach dem Konkurs ihres Mannes (1892) und dessen frühem Tod (1902) hatte Stopes in ihrem späteren Leben mit finanziellen Schwierigkeiten zu kämpfen. Obwohl Tochter Marie unabhängig wurde, als sie ein Stipendium gewann und später eine Stelle an der Universität erhielt, hatte Stopes noch die jüngere Tochter Winnie zu versorgen. Ihre finanziellen Schwierigkeiten wurden Ende 1903 teilweise gemildert, als sie eine staatliche Rente von 50 Pfund pro Jahr erhielt, „in Anbetracht ihrer literarischen Arbeit, insbesondere im Zusammenhang mit der elisabethanischen Periode“.S. 137 1907 erhielt sie ein weiteres Stipendium vom Carnegie Trust, diesmal in Höhe von 75 Pfund pro Jahr.S. 149
Ihre Anerkennung als Shakespeare-Forscherin nahm weiter zu und 1912 wurde sie zum Ehrenmitglied der Royal Society of Literature gewählt. 1914 wurde sie Gründungsmitglied einer neuen Shakespeare Association, die bis 1922 durch Veranstaltungen und Vorträge die Shakespeare-Forschung förderte.S. 154 The Times veröffentlichte am Tag nach Stopes Tod folgenden Kommentar: „Die Royal Society of Literature hat eine angesehene Veteranin unter ihren Mitgliedern verloren, und die Shakespeare-Forschung eine tapfere und hingebungsvolle Dienerin“.
Stopes starb 1929 im Alter von 89 Jahren an einer Bronchitis und einer Hirnvenenthrombose und wurde auf dem Highgate Cemetery beigesetzt.

## Werke
- The Bacon/Shakespeare Question. T.G. Johnson, London 1888.
- The Bacon/Shakespeare Question Answered. T.G. Johnson, London 1889.
- The Bacon/Shakespeare Question Answered. Swann Sonnenschein, London 1894.
- Shakespeare's Family: a Record of the Ancestors and Descendants of William Shakespeare. London, Eliot Stock 1901.
- Shakespeare's Warwickshire Contemporaries. Stratford-upon-Avon Press, Stratford-upon-Avon 1907.
- The Sphere of 'Man' in Relation to that of 'Woman' in the Constitution. T. Fisher Unwin, London 1908.
- William Hunnis and the Revels of the Chapel Royal. Louvain; David Nutt, London 1910.
- Burbage and Shakespeare's Stage. De La More Press, London 1913.
- Shakespeare's Industry. Bell & Sons, London 1916.
- The Life of Henry, Third Earl of Southampton. Cambridge University Press, Cambridge 1916.